# Asamblea Nacional de Guinea
La Asamblea Nacional de Guinea (en francés: Assemblée Nationale) es el órgano unicameral que ostenta el poder legislativo de Guinea.

## Organización
Dos tercios de los miembros (76), llamados diputados, son elegidos directamente de un sistema de representación proporcional, utilizando listas de partidos nacionales, mientras que el tercio restantes (38) son elegidos por circunscripciones únicas, bajo mayoría simple (o escrutinio mayoritario uninominal). Los miembros deben tener más de 25 años y cumplen un mandato de 5 años.
La Asamblea está conformada en 12 comisiones:
1. Comisión de Contabilidad y Control
2. Comisión de Delegaciones
3. Comisión de Economía, Finanzas y Planificación
4. Comisión de Asuntos Exteriores
5. Comisión de Legislación, Reglamento interno de la Asamblea, Administración general y Justicia
6. Comisión de Defensa y Seguridad
7. Comisión de Recursos Naturales y Desarrollo Sustentable
8. Comisión de Industrias, Minas, Comercio y Artesanía
9. Comisión de Ordenamiento Territorial
10. Comisión de Servicio Civil
11. Comisión de Juventud, Artes, Turismo y Cultura
12. Comisión de Información y Comunicación

## Deberes y responsabilidades
La Asamblea es la responsable de emitir y aprobar leyes comunes y el presupuesto de gobierno.
Normalmente se convocan 2 sesiones anuales, que comienzan el 5 de abril y el 5 de octubre (o el día siguiente hábil si es efectivo) y duran no más de 90 días. Las sesiones especiales pueden ser convocadas por el presidente de Guinea o por la mayoría de los miembros de la Asamblea.

## Sede
La Asamblea Nacional tiene su sede en el Palacio del Pueblo, el cual fue construido bajo la asistencia de República Popular de China.

## Elecciones

### 1963
Guinea fue un estado unipartidista, por lo que el único partido legal, el Partido Democrático de Guinea - Congreso Democrático Africano, ganó todos los escaños de la Asamblea.

### 1968
El Partido Democrático de Guinea - Congreso Democrático Africano volvió a asegurar todos los 75 escaños, y Ahmed Sékou Touré permaneció en el poder.

### 1974
Sin que hubiese partidos opositores, el Partido Democrático de Guinea - Congreso Democrático Africano obtuvo ahora los 150 escaños, y Touré fue nuevamente reelegido. Los miembros fueron elegidos para un período de 7 años.

### 1980
El Partido Democrático de Guinea – Congreso Democrático Africano seguía siendo el único partido legal, por lo que obtuvo los 210 escaños sin oposición, y Touré fue reelegido por tercera vez.

### 1995
Las primeras elecciones multipartidistas fueron boicoteadas por uno de los principales partidos de oposición, la Unión de Fuerzas Democráticas, pero 846 candidatos de 21 partidos disputaron los 114 escaños. El Partido de la Unidad y el Progreso lideró los resultados con 71 escaños, 41 elegidos de forma proporcional y 30 bajo circunscripciones únicas, y su líder, el general Lansana Conté, quién llegó al poder tras un golpe de Estado militar en 1984, se convirtió en el 2° presidente de la nación.

### 2002
Las elecciones fueron originalmente planificadas para abril de 2000, ya que habían expirado los períodos parlamentarios de 5 años, pero tuvieron que posponerse en 4 ocasiones, debido a varias razones. Las elecciones del 30 de junio de 2002 dieron por ganador al Presidente Conté y al Partido de la Unidad y el Progreso, obteniendo el 61.57% de los votos y 85 de los 114 escaños.

### 2013
Las elecciones fueron realizadas el 28 de septiembre de 2013. El partido de Alpha Condé, la Asamblea del Pueblo de Guinea, obtuvo mayoría parlamentaria al obtener 53 escaños, pero no logró obtener la mayoría absoluta.

### 2020
Las elecciones se celebraron el 22 de marzo de 2020. El partido de Alpha Condé, el Asamblea del Pueblo de Guinea, obtuvo 79 de los 114 escaños, lo que es una supermayoría, debido al boicot de los partidos de oposición.